# Marius Touron
Marius Touron, né le 14 mars 1882 à Nibas dans la Somme et mort pour la France à la Tranchée de Calonne dans le département de la Meuse, le 24 juin 1915, est un poète et charron français du XXe siècle. Son nom est inscrit au Panthéon dans la liste des 560 écrivains morts pour la France.

## Biographie
Marius Joseph Victorien Touron, né le 14 mars 1882 à Nibas, est le fils unique de Pierre François Touron (1855-1915), charron et de Marie Anne Dora Pauchet (1857-1945), couturière.
Après une scolarité primaire exemplaire à l'école publique, il commence à travailler auprès de son père. Curieux, il continue à apprendre et à écrire d'abord en picard, car c'est la langue parlée dans son village. Dans l'éloge qu'il prononce lors d'une cérémonie commémorative en 1919, Etienne Chantrel dit que « doué d'une facilité surprenante, quand le rude travail du jour était achevé, Marius Touron trouvait son délassement à écrire. Il collaborait à dix journaux et revues à la fois. Et, qu’il se soit agi de descriptions, de comptes rendus, voire même de délicates polémiques, les bureaux de rédaction n’avaient à infliger à sa copie aucune retouche, tant il était sûr de jugement et possédait la notion de ce qu’il faut dire ou de ce qu’il faut taire. Quant à ses vers, qui restent toujours en accord avec les règles de la prosodie, ils ont cet avantage de ne pas s’encombrer de ce je ne sais pas quoi de convenu et de recherché qui résulte fréquemment des méthodes trop scrupuleusement suivies de certaines écoles ».
En 1905, il publie une étude sur les Vases exhumés du cimetière gallo-romain de Nibas et des Notes sur les épidémies qui sévirent à Nibas et dans le Vimeu à partir du XVIe siècle dans le bulletin de la Société d'histoire et d'archéologie du Vimeu, dont il est membre correspondant,.
Il épouse sa cousine, Louise Marie Charlotte Caudron (1884-), le 29 août 1906 à Nibas.
Il remporte un prix de poésie (sonnet sur les animaux) organisé lors de la fête des Violetti qui se tient à Rouen en août 1907.
Exempté de faire le service militaire en 1904 pour cause de « bronchite spécifique », il est reconnu propre au service armé en décembre 1914 et incorporé, comme soldat de 2e classe, au 128e régiment d'infanterie le 18 février 1915. Il rejoint son régiment à Plouédern, puis à Landivisiau pour une formation sommaire de deux mois avant d'être envoyé sur le front de Verdun. Le 5 mai, il est dans les tranchées de première ligne. Retranché dans la zone des Éparges, Marius Touron est porté disparu le 24 juin 1915 à la tranchée de Calonne.
Citation qui accompagne sa décoration de la médaille militaire à titre posthume : « soldat courageux et dévoué. Mort glorieusement pour la France, le 24 juin 1915, à la tranchée de Calonne. Croix de guerre avec étoile de bronze ».
D'abord inhumé aux Éparges, son corps est retrouvé en 1921 pour être transféré le 17 octobre 1921 au cimetière de Nibas.

## Distinctions
- Médaille militaire, à titre posthume, arrêté du 12 décembre 1921[10]
- Croix de guerre 1914–1918, étoile de bronze
- 1913 : Médaille d'honneur de la Société nationale d'encouragement au bien[11],[12]
- 1917 : Académie française - Prix Capuran pour Glanes et copeaux[13],[14]

## Hommages
- Le nom de Marius Touron est inscrit au Panthéon dans la liste des 560 écrivains morts pour la France pendant la guerre de 1914-1918[15].
- Son nom figure sur le monument aux morts de Nibas[16].
- Une rue de Nibas porte le nom de Marius Touron[17].

## Œuvres principales
- Glanes et copeaux, vers et prose, 1917